# Войска радиационной, химической и биологической защиты

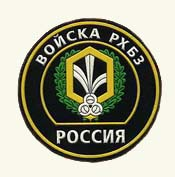
Неофициальный нарукавный знак Войск РХБ защиты ВС России.

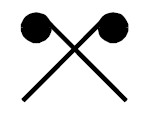
Условный знак для обозначения в рабочих документах ВС ФРГ формирований Войск ABC.

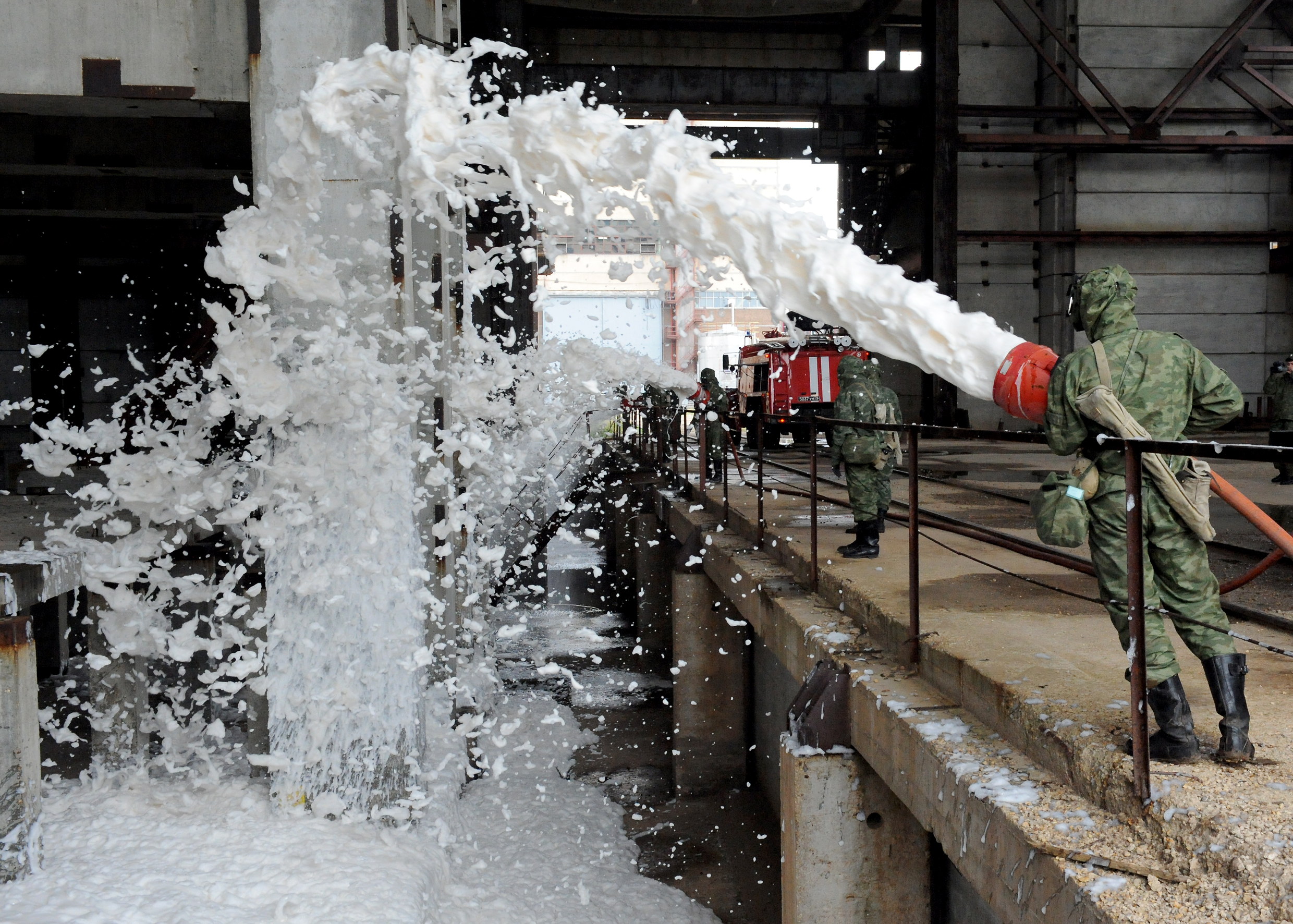
Учения Войск РХБ защиты ВС России по дезактивации сооружений Балаковской АЭС. Балаково, 30 сентября 2009 года.

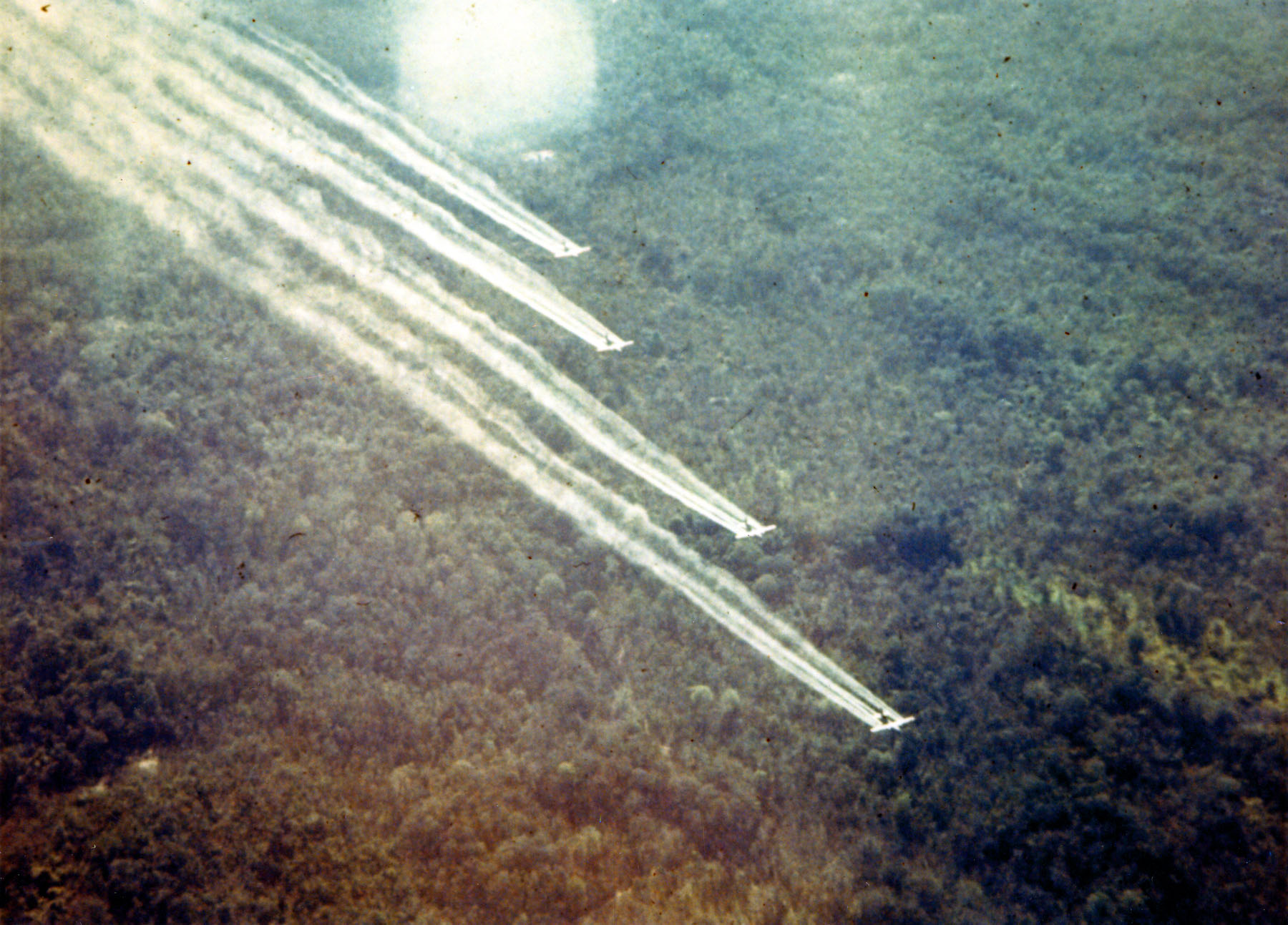
Операция «Ранчо Хэнд» ВВС США по распылению дефолиантов во время войны во Вьетнаме с помощью самолёта «UC-123B». 1960-е годы.

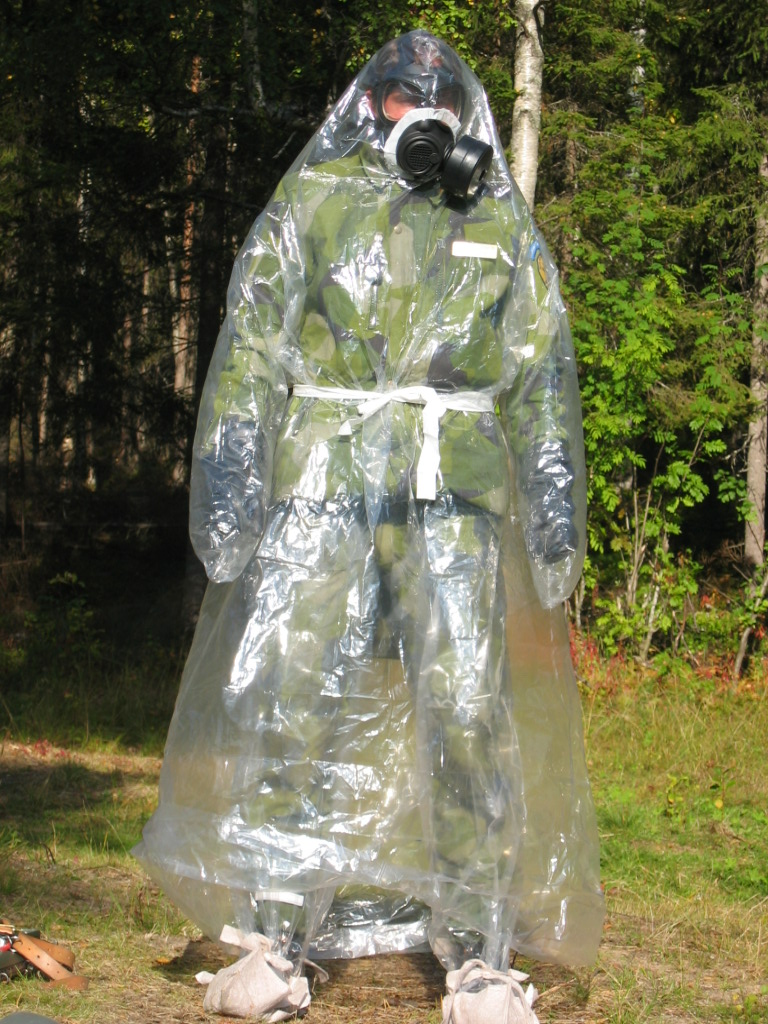
Солдат ВС Швеции в противохимическом защитном костюме и респираторе. 9 сентября 2003 года.

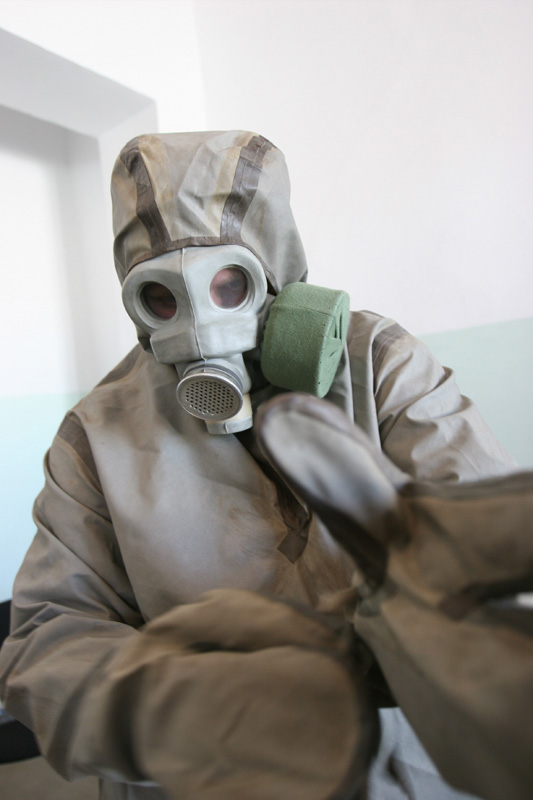
Солдат ВС Монголии в лёгком защитном костюме «Л1» и противогазе. 6 мая 2005 года.

Войска́ радиацио́нной, хими́ческой и биологи́ческой защи́ты (войска РХБ защиты, войска РХБЗ, химические войска, Войска ABC) — специальные войска, предназначенные для защиты вооружённых сил, населения и объектов тыла от воздействия радиационного, химического, биологического (РХБ) и других видов оружия массового поражения (ОМП), а также для ликвидации последствий применения ОМП и техногенных катастроф, как в военное, так и в мирное время.

## Назначение войск
Главным назначением войск радиационной, химической и биологической защиты является организация защиты войск, населения и объектов тыла от радиационной, химической и биологической опасности как в мирное, так и в военное время. Для радиационной, химической и биологической защиты войска производят с помощью специализированных машин (приборов) разведку местности на наличие боевых отравляющих веществ (БОВ), радиационных и биологических (бактериологических) веществ, при обнаружении которых обозначают границы очага заражения.

## Мероприятия войск
Войска радиационной, химической и биологической защиты в настоящее время выполняют следующие мероприятия:
- обнаружение и засечка ядерных взрывов;
- ведение радиационной, химической и биологической разведки, проведения дозиметрического и химического контроля;
- оценка радиационной, химической и биологической обстановки после применения противником ОМП, разрушений (аварий) радиационно, химически, биологически опасных объектов;
- осуществление специальной обработки личного состава, вооружения, техники, обеззараживание участков местности и военных объектов;
- контроль за изменением степени зараженности местности радиоактивными продуктами;
- нанесение потерь противнику применением зажигательного оружия;
- аэрозольное противодействие высокоточному оружию и средствам разведки противника;
- осуществление аэрозольной (дымовой) маскировки войск и объектов;
- снабжение соединений и частей вооружением и средствами радиационной, химической и биологической защиты;
- ремонт вооружения и средств радиационной, химической и биологической защиты;
- оценка последствий и прогнозирование возможной радиационной, химической и биологической обстановки;
- ликвидации последствий аварий (разрушений) на радиационно, химически и биологически опасных объектах;
- обучение личного состава других родов войск и гражданского населения поведению в аварийных ситуациях, связанных с радиационным, химическим или биологическим загрязнением, обучение обращению со средствами индивидуальной защиты.

Войска радиационной, химической и биологической защиты состоят из соединений, частей и подразделений РХБ защиты, имеют в своем составе части и подразделения засечки, радиационной и химической разведки, радиационной, химической и биологической защиты, аэрозольного противодействия, огнемётные, дегазации обмундирования и снаряжения, ремонта вооружения и средств радиационной, химической и биологической защиты, расчётно-аналитические станции.

## История войск РХБЗ в государствах мира
Первые формирования химических войск в мире появились во время Первой мировой войны (1914—1918), когда были применены боевые отравляющие вещества (БОВ) и огнемёты. Они осуществляли газобаллонные атаки, газомётные обстрелы и огнеметания. 

### Российская империя
В 1915 году российским учёным-химиком Николаем Дмитриевичем Зелинским и технологом завода «Треугольник» Э. Куммантом был разработан первый в мире противогаз, обладающий способностью поглощать широкую гамму боевых отравляющих веществ (БОВ), получивший название «Противогаз Зелинского — Кумманта». Во время Первой мировой войны (1914—1918) модель этого противогаза была поставлена в массовое производство и начала использоваться химическими войсками Русской императорской армии, после чего отечественные людские потери от газов противника резко снизились.
К концу 1916 года в состав Русской императорской армии входило 15 химических подразделений (имеются сведения о существовании в 1915—1918 гг.), а именно:
- 3-я отдельная химическая рота;
- 4-я отдельная химическая рота;
- 5-я отдельная химическая рота;
- 6-я отдельная химическая рота;
- 8-я отдельная химическая рота;
- 9-я отдельная химическая рота;
- 10-я отдельная химическая рота;
- 12-я отдельная химическая рота;
- 13-я отдельная химическая рота;
- 31-я отдельная химическая рота.

### СССР
В составе Рабоче-крестьянской Красной армии (РККА) химические войска начали формироваться в конце 1918 года. 13 ноября 1918 года приказом Реввоенсовета Республики № 220 была создана Химическая служба РККА. К концу 1920-х годов химические подразделения имелись во всех стрелковых и кавалерийских дивизиях и бригадах. В 1923 году в штаты стрелковых полков были введены противогазовые команды.
В 1924—1925 годах, в ходе военной реформы, заложены основы современных войск и службы, сделан важный шаг к созданию централизованного руководства ими, положено начало плановой военно-химической подготовке в частях.
В годы Великой Отечественной войны (1941—1945) в составе химических войск имелись: технические бригады (для постановки дымов и маскировки крупных объектов), бригады, батальоны и роты противохимической защиты, огнемётные батальоны и роты, базы, склады и т. д.
С появлением ядерного и биологического оружия объём задач химических войск резко возрос и стал включать в себя также защиту от радиоактивных и бактериальных средств.

### Россия

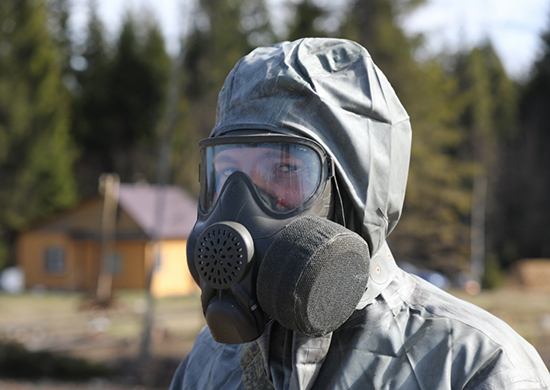
Солдат войск РХБЗ России

В 1992 году химические подразделения бывших Химических войск СССР, расположенные на территории России, были переименованы в Войска радиационной, химической и биологической защиты.
Специалистов для российских войск радиационной, химической и биологической защиты готовят:
- Военная академия войск радиационной, химической и биологической защиты и инженерных войск имени Маршала Советского Союза С.К. Тимошенко (Кострома),
- Казанский национальный исследовательский технологический университет,
- Уральский федеральный университет имени первого Президента России Б. Н. Ельцина (Екатеринбург),
- Российский химико-технологический университет имени Д. И. Менделеева (Москва),
- Самарский государственный технический университет.
- Московский государственный университет

Кроме того, таких специалистов подготавливают в Учебном центре под руководством полковника Владислава Тишина в Московской области, где для российской армии каждые полгода обучают 570 воинов-химиков. Военнослужащие по призыву и по контракту — солдаты и сержанты — в течение трёх месяцев проходят обучение по одной из 14 «химических» специальностей, после чего разъезжаются по всей стране.

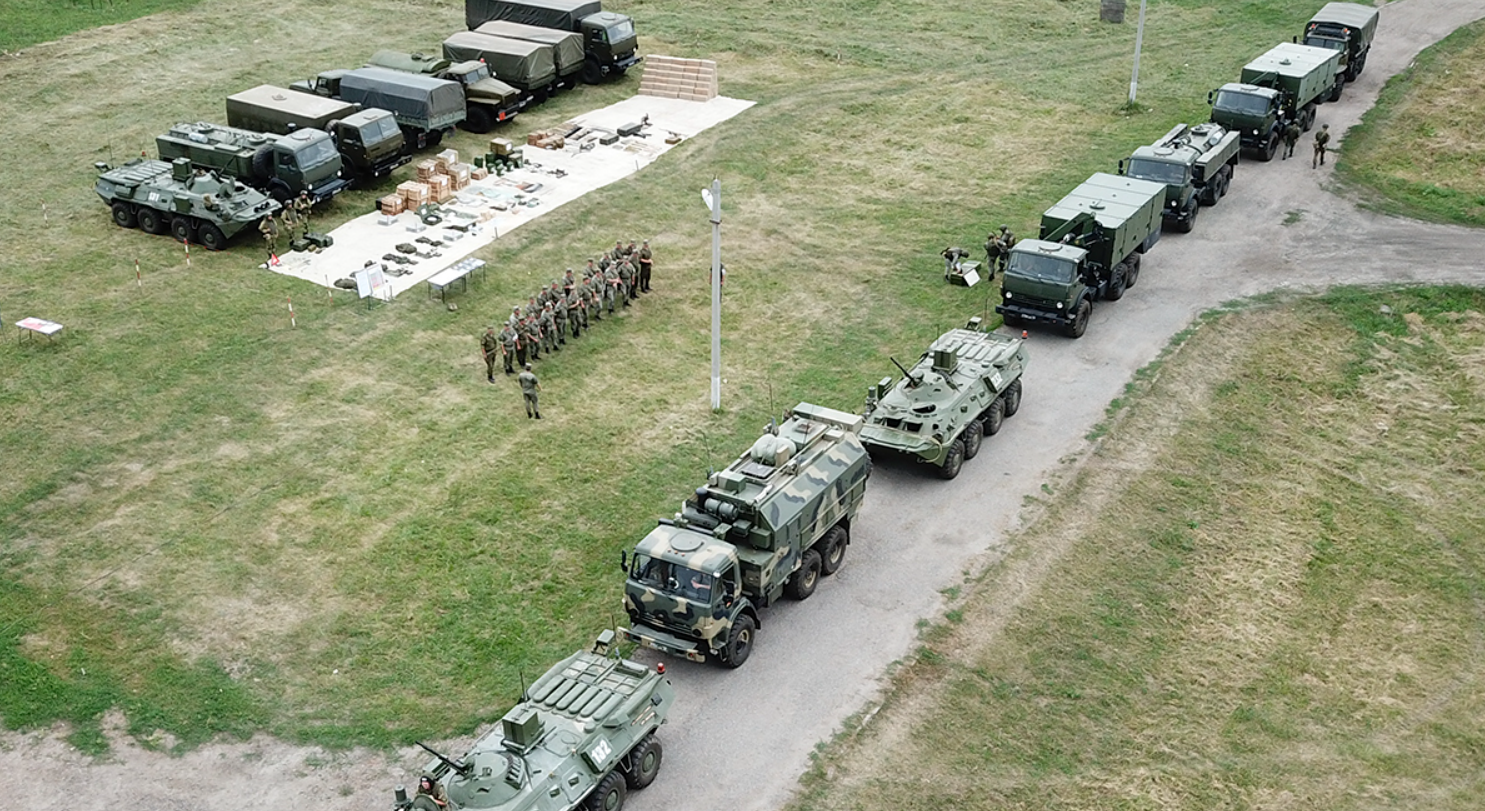
Войска РХБЗ российской армии на учениях

Ежегодно 13 ноября в России отмечается в качестве памятной даты «День войск радиационной, химической и биологической защиты Вооружённых сил Российской Федерации», установленный указом Президента Российской Федерации от 31 мая 2006 года № 549 «Об установлении профессиональных праздников и памятных дней в Вооружённых силах Российской Федерации». Праздник был учреждён наряду с другими «в целях возрождения и развития отечественных воинских традиций, повышения престижа военной службы и в знак признания заслуг военных специалистов в решении задач обеспечения обороны и безопасности государства».

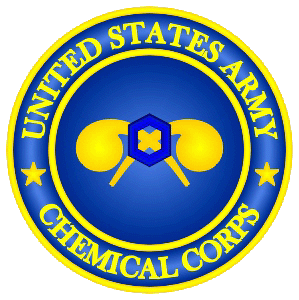
Эмблема Химического корпуса Армии США (U. S. Army Chemical Corps). 21 октября 2005 года.

В период с 22 по 25 марта 2020 года, в рамках помощи Италии в организации и проведении противоэпидемической защиты итальянских граждан по итогам переговоров президента России Владимира Путина и премьер-министра Италии Джузеппе Конте, Россия 15-ю рейсами самолётов «Ил-76» военно-транспортной авиации ВКС России оперативно доставила на авиабазу ВВС Италии «Практик де Маре» (30 километров юго-западнее Рима) около ста военных вирусологов и эпидемиологов Войск радиационной, химической и биологической защиты ВС России, восемь врачебно-сестринских бригад для борьбы с коронавирусом и оборудование для диагностики и проведения дезинфекционных мероприятий. Отряд российских военных вирусологов дислоцирован в городе Бергамо, в регионе Ломбардия, существенно опережающем остальные регионы Италии по количеству заражений коронавирусом и летальным исходам. От аэропорта посадки в составе колонны персонал проследовал на спецтехнике к месту дислокации на аэродроме Орио-аль-Серио, где разместился российско-итальянский штаб по борьбе с пандемией коронавирусной инфекции COVID-19. В составе колонны спецтехники в город прибыли мобильный диагностический комплекс, медицинское оборудование для оказания помощи тяжелобольным пациентам, мобильные средства дезинфекции. 27 марта 2020 года группировка российских военных специалистов приступила к противоэпидемическим мероприятиям в учреждениях здравоохранения в Бергамо. По состоянию на 4 апреля 2020 года, российские военные эпидемиологи ежедневно совместно с итальянскими военнослужащими проводили дезинфекцию внутренних помещений в трёх-четырёх пансионатах для пожилых людей в различных населённых пунктах провинции Ломбардия и прилегающих к этим пансионатам территорий и дорог с твёрдым покрытием.

### США
В США к войскам РХБЗ относится Химический корпус Армии США (U. S. Army Chemical Corps). Он был основан во время Первой мировой войны. Своё нынешнее название войска получили в 1946 году. 

### Германия
В состав Вооружённых сил Федеративной Республики Германия входят Войска АВС (от начальных латинских букв слов «атомный», «биологический», «химический»), предназначенные для выполнения задач защиты личного состава соединений и частей от оружия массового поражения, ведения радиационной, биологической и химической разведки, осуществления специальной обработки личного состава, вооружения, боевой техники и материально-технических средств. Используются также для постановки дымовых завес.
Тактические знаки НАТО для обозначения формирований РХБЗ на карте и в документах

### Украина
Войска радиационной, химической и биологической защиты Вооружённых сил Украины (укр. Війська радіаційного, хімічного та біологічного захисту України ) — это часть специальных войск Вооружённых сил Украины, которые предназначены для выполнения специфических задач по поддержанию жизнедеятельности войск.
15 сентября 1992 года было официально сформировано Управление химических войск, которое подчинялось начальнику Главного (потом Генерального) штаба. 14 февраля 1994 года химические войска приказом МО Украины были переименованы в войска радиационной, химической и биологической защиты. Этот день считается праздничным для военных химиков.
Согласно новым нормативным документам[каким?] главными задачами войск радиационной, химической и биологической защиты Украины были определены выявление и оценка последствий разрушения (аварии) радиационно и химически опасных объектов, а также возможного применения средств массового поражения, организация взаимодействия между войсками радиационной, химической и биологической защиты и войсками ПВО по выявлению факта РХБ заражения, а также системы аэрозольной маскировки войск и объектов, участие соединений и частей РХБ защиты в ликвидации последствий аварий на радиационно и химически опасных объектах и стихийного бедствия, поставка вооружения войскам РХБЗ и организация его ремонта.